# Carex cyprica
Carex cyprica — вид квіткових рослин з родини капустяних (Brassicaceae). Ендемік Кіпру. Зустрічається в районі Пафос, на південному заході Кіпру, з додатковими записами на півострові Акамас і Мандрія, а також у Лапітосі (район Кіренія), Афамії (район Лімасол) і регіоні Продромос, на висотах від 200 до 1200 метрів.
Вид зустрічається в теплих і вологих місцях, біля струмків, джерел або струмків, байдужий до складу ґрунту.

## Загрози й охорона
Щодо загроз інформація відсутня. Потрібні подальші дослідження, щоб вирішити таксономічні проблеми, пов’язані з цим родом на Кіпрі, і, отже, підтвердити розподіл видів, розмір популяції та тенденцію.